# Deercroft
Deercroft es un lugar designado por el censo ubicado en el condado de Scotland en el estado estadounidense de Carolina del Norte. La localidad en el año 2010, tenía una población de 411 habitantes.

## Geografía
Deercroft se encuentra ubicado en las coordenadas 34°57′25.65″N 79°25′59.13″O / 34.9571250, -79.4330917.